# Lutjanus sanguineus
Lutjanus sanguineus - conhecido por Fiamena em Língua malgaxe -   é uma espécie de peixe nativa do Mar Vermelho e Oceano Índico, entre o KwaZulu-Natal e Querala.. 